# Kiyama
Kiyama (japanska: 基山町?, Kiyama-chō) är en landskommun (köping) i Saga prefektur i Japan. 